# Onitis artuosus
Onitis artuosus är en skalbaggsart som beskrevs av Gillet 1909. Onitis artuosus ingår i släktet Onitis och familjen bladhorningar. Inga underarter finns listade i Catalogue of Life.